# Wuppertaler Uhrenmuseum

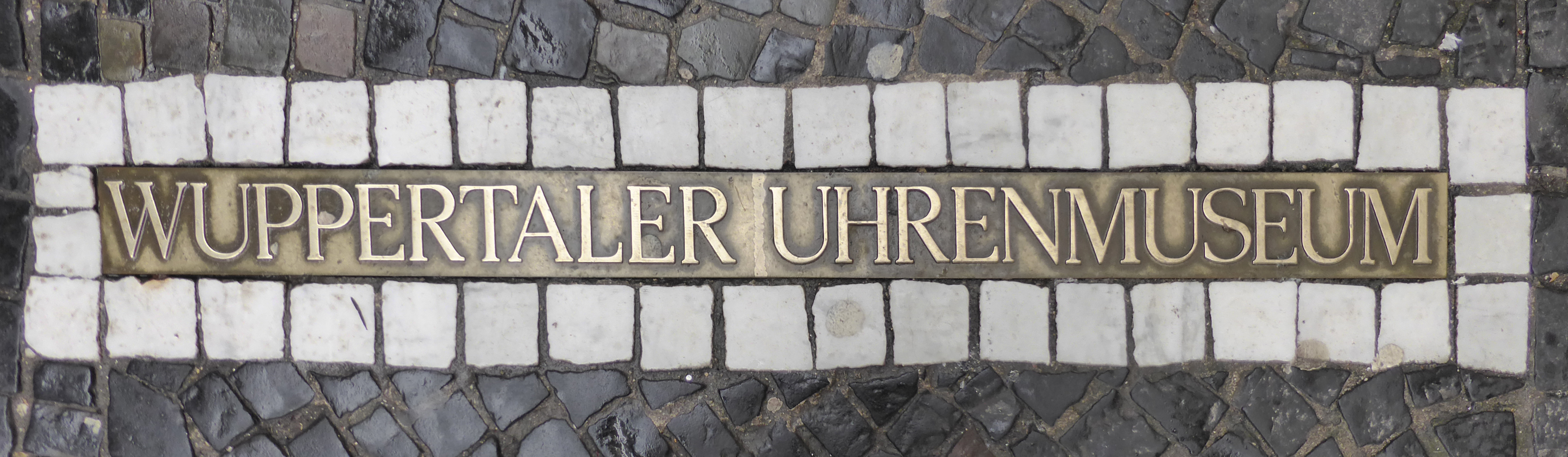
Bodeninschrift

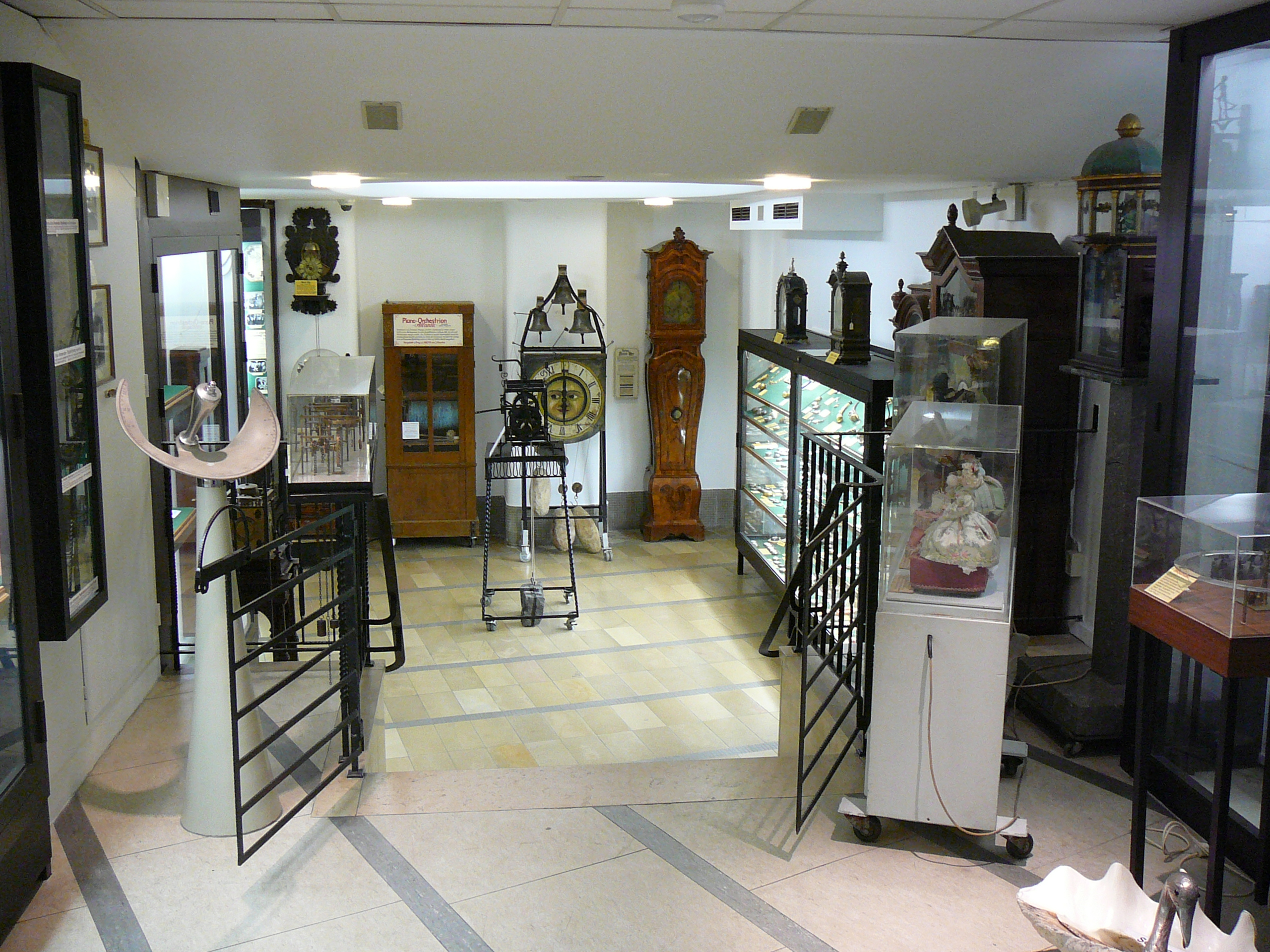
Innenansicht, 2012.

Das Wuppertaler Uhrenmuseum, auch Uhrenmuseum Abeler, war ein von der Uhrmacher- und Goldschmiedfamilie Abeler in Wuppertal unterhaltenes Museum mit einer der größten und bedeutendsten Privatsammlungen von Uhren. Es enthielt etwa 2000 Exponate auf über 300 m² Ausstellungsfläche.
Am 10. September 2016 wurde das Museum geschlossen, die meisten Exponate wurden im November 2016 vom Mannheimer Auktionshaus Dr. H. Crott in Frankfurt versteigert. Im Herbst 2017 begann die 178 Jahre alte Firma Abeler mit einem Totalausverkauf in ihren beiden Uhrenläden wegen Geschäftsaufgabe.

## Geschichte
Am 24. März 1955 ersteigerte der Wuppertaler Goldschmiedemeister und Uhrmacher Georg Abeler auf dem Hohenzollernring in Köln die Uhrensammlung des verstorbenen Rechtsanwalts Heinrich Nils Antoine-Feill. Dieses Ereignis wird als die Geburtsstunde des Wuppertaler Uhrenmuseums gewertet. Als Krönung seines Uhrensammler-Hobbys eröffnete Georg Abeler 1958 das Wuppertaler Uhrenmuseum in den Gewölben des Stammhauses an der Poststraße, das sich im Laufe der Zeit mit ca. 2000 Exponaten aus 5000 Jahren zu einer der universellsten Sammlungen zum Thema Uhren und Zeitmessung entwickelte. Leiter des Museums war bis zu seinem Tod 2010 sein Sohn Jürgen Abeler, seitdem dessen Sohn Henrick Abeler.
Am 10. September 2016 wurde das Museum geschlossen. Henrick Abeler erklärte dazu: „In den vergangenen Jahren ging die Besucherzahl kontinuierlich zurück, was die Folge hatte, dass wir zum Schluss nur noch samstags für drei Stunden geöffnet hatten und Führungen nach Vereinbarung anboten“. Pläne für eine Folgenutzung der Räume des Uhrenmuseums im Untergeschoss gab es laut Abeler zur Zeit der Schließung noch nicht. Uhr und Glockenspiel wurden zu der Zeit aufwendig repariert. Im Herbst 2017 kündigte die Firma auch die Schließung des Uhrenladens und die Aufgabe des Betriebs an, der noch über eine zweite Verkaufsstelle in den City-Arkaden verfügte.

## Uhrenausstellung
Die Exponate im Kellergewölbe des Juwelier-Stammhauses Abeler dokumentierten 5000 Jahre Zeitgeschichte und reichten von einer ägyptischen Auslaufwasseruhr, römischen und griechischen Sonnenuhren, französischen Pendulen und napoleonischen Kaminuhren, Stutzuhren in Tierformen, Kerzen- und Sanduhren, Uhren in Dolchen, Knöpfen und in einem hölzernen Totenkopf, die umfangreiche Entwicklung der Räderuhr und dekorative Spielwerke des Barock und Rokoko bis zur ersten kontinentaleuropäischen Atomuhr aus dem Jahre 1956 oder Armbanduhren mit Solar- und Quarzantrieb. Die meisten der ausgestellten Uhren wurden in einer eigenen Spezialwerkstatt restauriert und funktionierten wieder. Originalgetreue Nachbildungen und Rekonstruktionen wurden in der Spezialwerkstatt hergestellt. Ca. 110 Exponate bildeten die Wanderausstellung 5000 Jahre Zeitmessung.

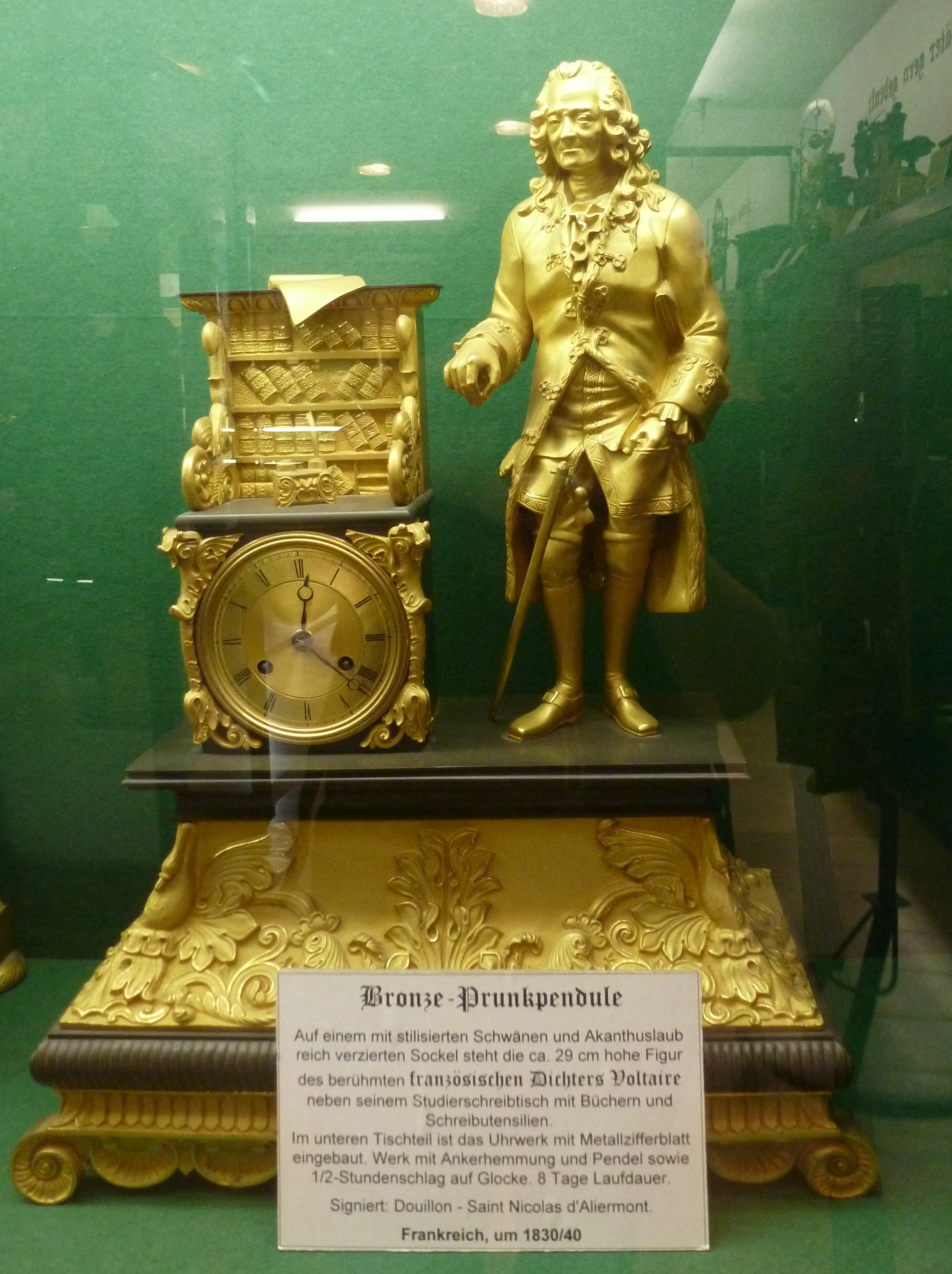
Bronzene Prunkpedule, Frankreich um 1830/40
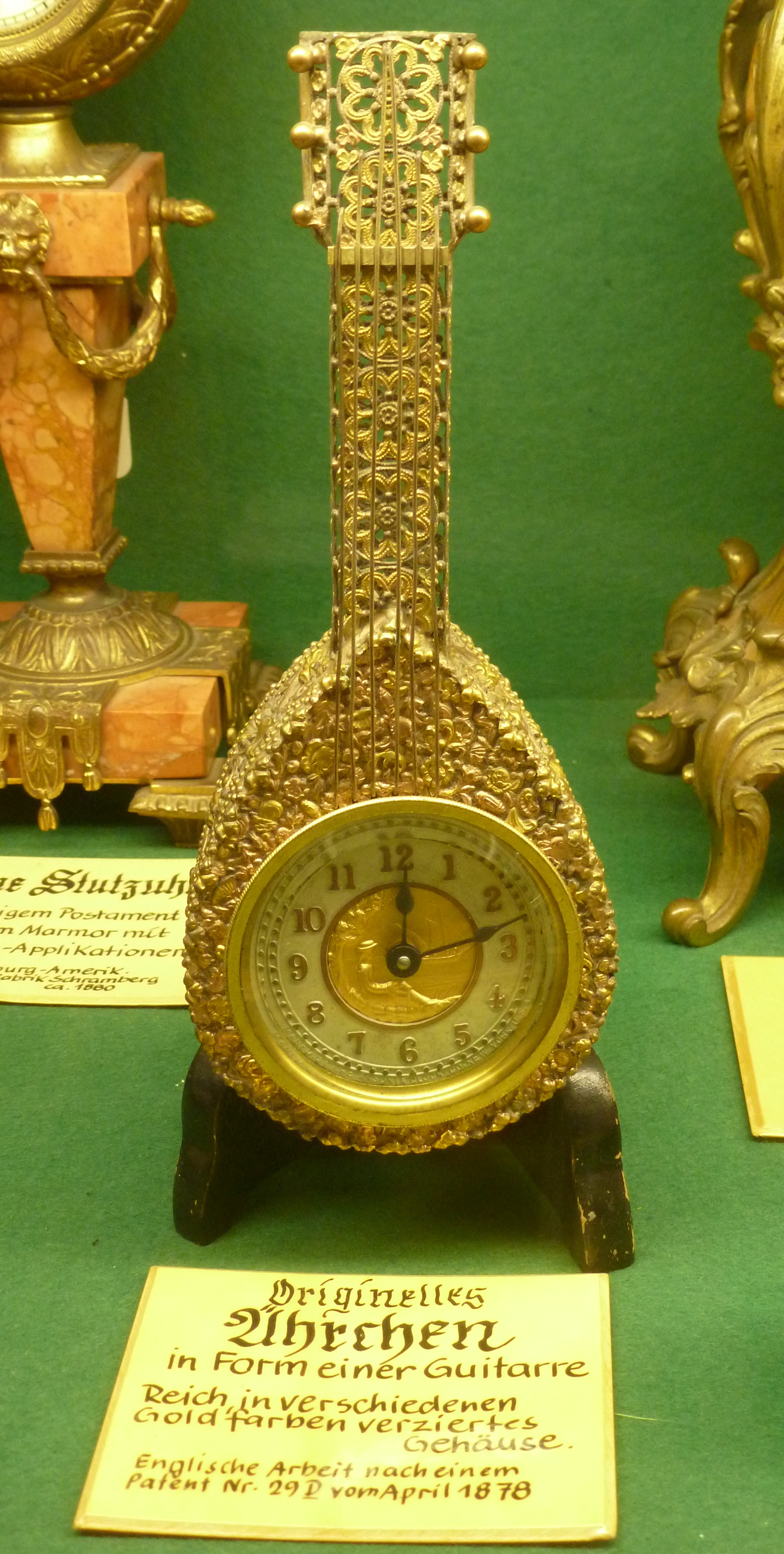
Uhr in Form einer Gitarre, England, Patent von 1878
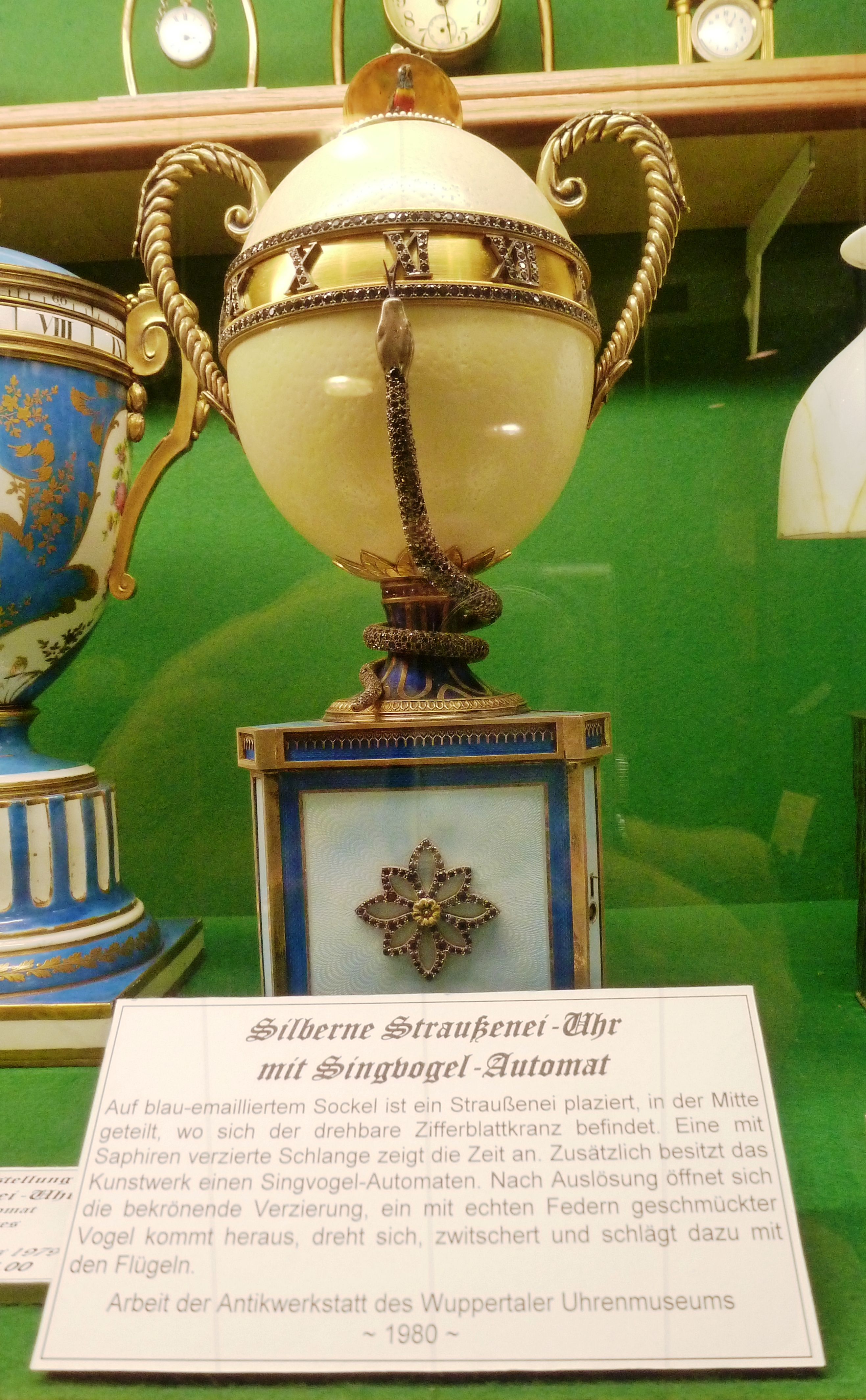
Straußenei-Uhr mit Singvogel-Automat, Werkstatt des Uhrenmuseums, 1980
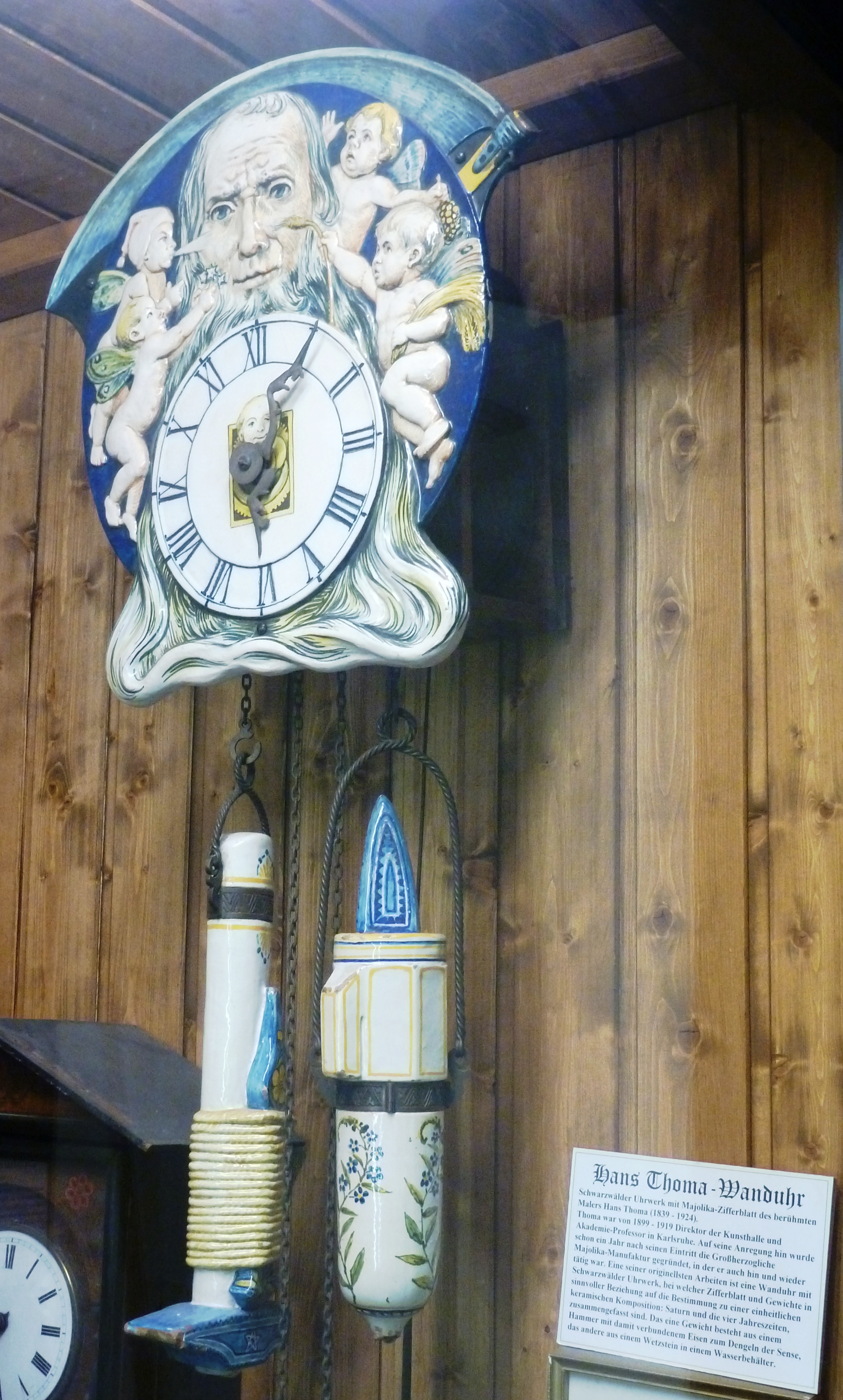
Hans-Thoma-Wanduhr

### Glockenspiel
Seit 1951 ertönte in einer Nische der Hausfassade des Gebäudes, in dem sich das Museum befindet, ein Glockenspiel (Anhörenⓘ) mit ursprünglich 12, dann auf 28, später auf 37 erweiterten Glocken, täglich jeweils um 10, 12, 16 und 18 Uhr mit verschiedenen Liedern, wobei zwei Wuppertaler Originale der Jahrhundertwende, Zuckerfritz und August Kallenbach (siehe auch: Liste der Wuppertaler Originale), ihre Runde um den Glockenturm drehten. Viertelstündlich erschien der Zeitgeist Chronos und drehte dabei seine Sanduhr um. Der Schnitter Tod kam zur vollen Stunde aus seiner Tür heraus und erinnerte so an das Vergängliche allen Daseins. Mit dem Schwung seiner Sense schnitt er symbolisch die vergangene Stunde ab. Das Glockenspiel war eine der Sehenswürdigkeiten Wuppertals.

### Weltzeituhr
Seit 1958 wurde auf Weltzeituhren auf einer Mercator-Weltkarte unter dem Glockenspiel die Zeit in Honolulu, New York, Moskau, Ceylon und Tokio sowie die Mitteleuropäische Zeit angegeben.

### Drei-Räder-Uhr
Die Drei-Räder-Uhr an der Hausfassade des Gebäudes Ecke Post- und Schwanenstraße wurde in den Jahren vor 1962 von Georg Abeler aus einem bei einem Unfall zerborstenen Pferdefuhrwerk samt Deichsel gebaut. Das Unikat fand weitverbreitete Beachtung in der Presse, u. a. veröffentlichte die Japan Times am 27. Januar 1962 hierüber einen Artikel.

### Weltbevölkerungsuhr
Links neben der Drei-Räder-Uhr befand sich eine digitale Weltbevölkerungsuhr, die keine Uhr im Sinne eines Zeitmessers ist, wohl aber ein elektronisches Menschen-Zählwerk. Die Zahlen dieses Laufwerkes gaben den aktuellen Stand der Weltbevölkerung an.

An der Fassade des Abeler-Gebäudes:
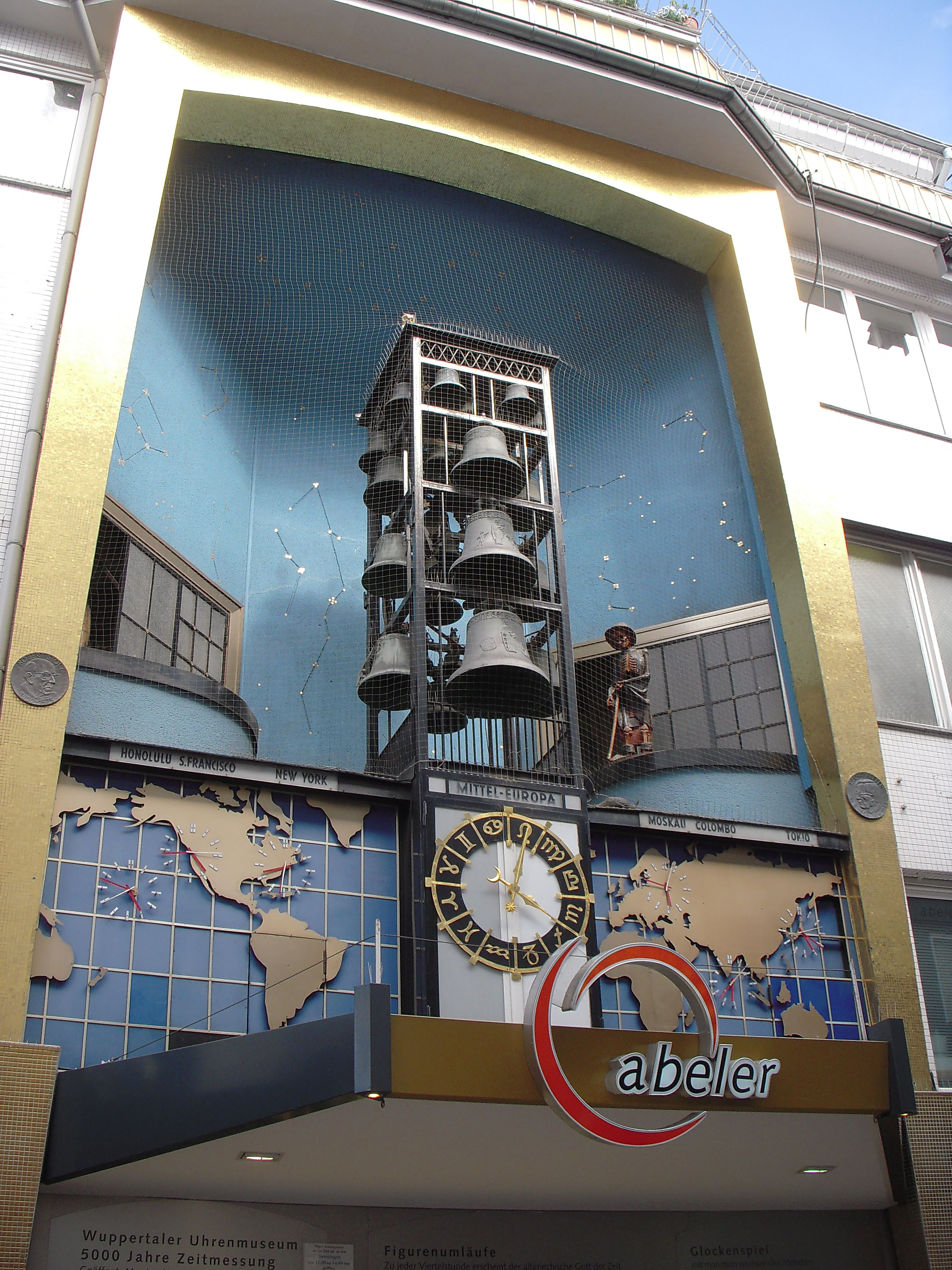
Glockenspiel und Weltzeituhr
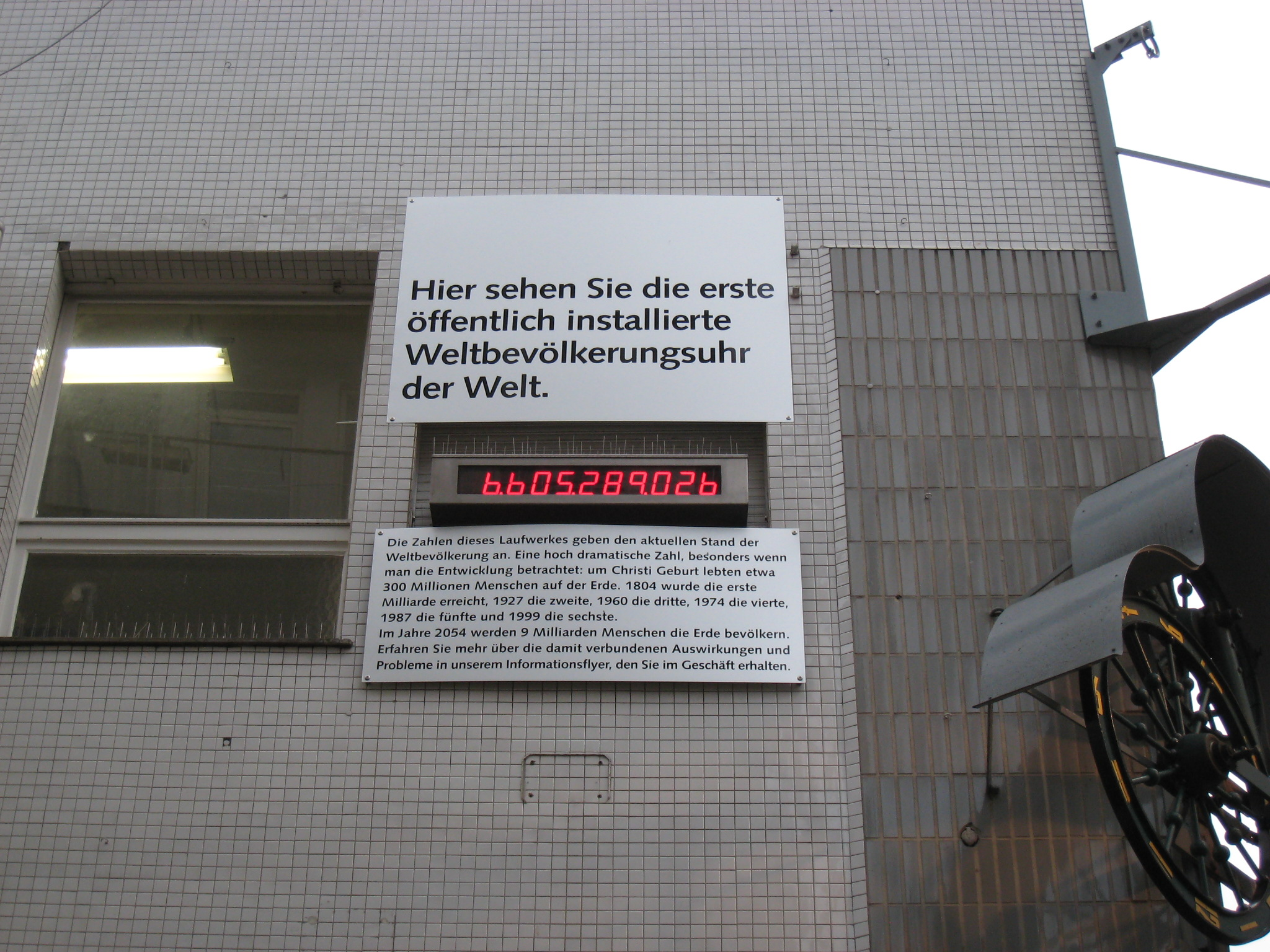
Weltbevölkerungsuhr
- Drei-Räder-Uhr

## Weitere Ausstellungen

### Kronen und Insignien

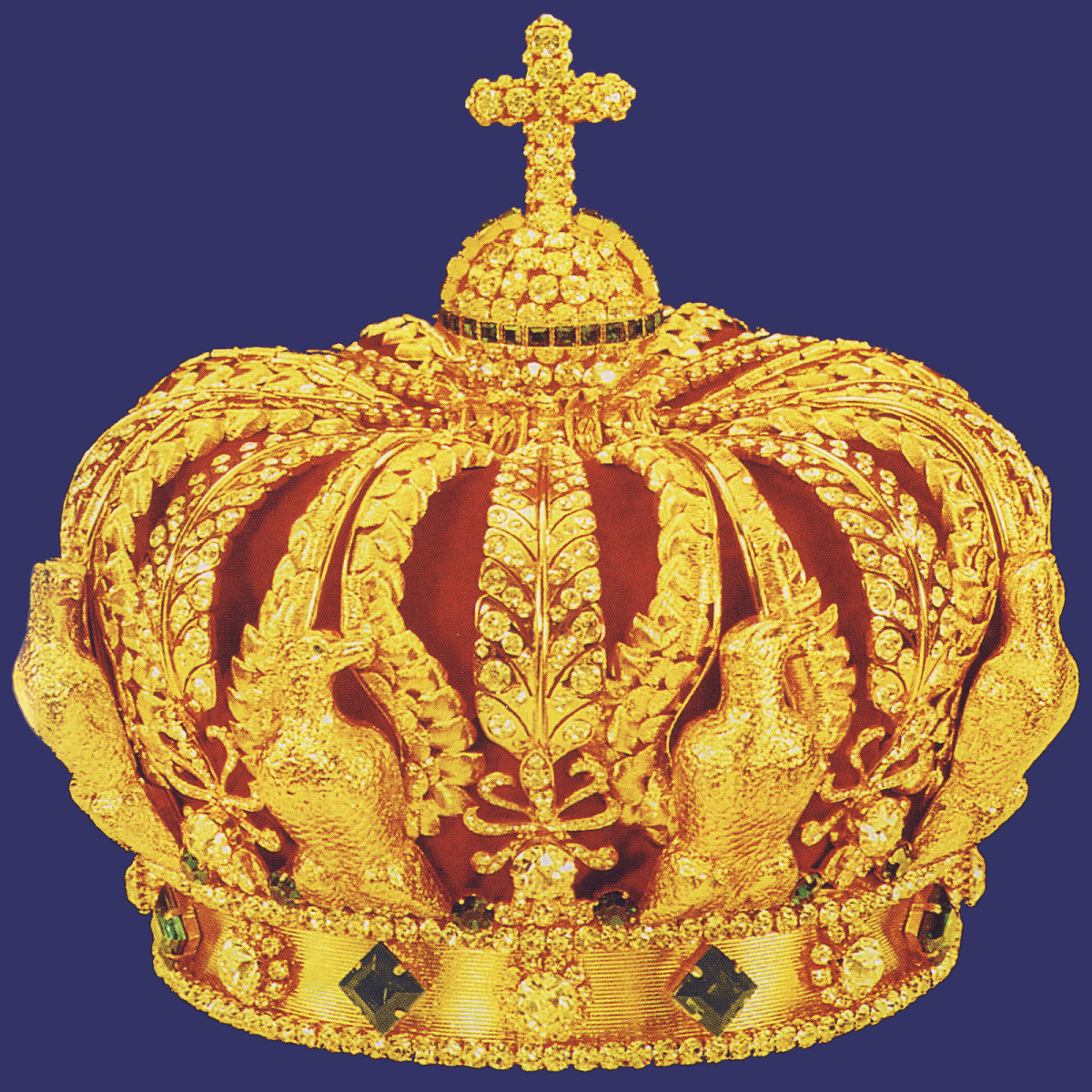
Die Kaiserkrone Napoleons III. Nachbildung aus der Kronen- und Insigniensammlung Abeler, Wuppertal

Kronen – Herrschaftszeichen der Welt war das Thema dieser Ausstellung, welche 85 Kronennachbildungen und 5 Nachbildungen von Insignien sowie 34 Originalobjekte umfasst, die die Geschichte und Entwicklung des Herrschaftszeichens Krone dokumentiert. Seit 1972 wurde die Kronensammlung in 158 Städten Europas, in New York und in sieben Städten Japans der Öffentlichkeit vorgestellt. Die Nachbildungen der Kronen und Insignien wurden in der eigenen Goldschmiede gefertigt.

### Ringe
Die Liebe zum Goldschmiedehandwerk bewirkte die Begeisterung Jürgen Abelers an schönem Schmuck, vorrangig an den Beispielen feinster Goldschmiedekunst der Vergangenheit. So faszinierte ihn das Thema Geschichte und Entwicklung des Ringes derart, dass daraus eine aus 390 Objekten bestehende Ringsammlung mit dem Thema Vom Siegelring zum Liebesring – Ringe aus 4 Jahrtausenden entstand. Diese Sammlung wurde von den Töchtern von Jürgen Abeler im Jahre 2011 verkauft.

### Speisekarten
Seit ihrer Hochzeitsreise 1959 sammelten Gudrun und Jürgen Abeler Speisekarten aus aller Welt. Erst nach und nach entstand der Gedanke, einmal der 500 Jahre alten Speisekarte und ihrer Geschichte nachzuspüren. Aus der Fülle von ca. 15.000 Speisekarten präsentiert die Wanderausstellung eine Auswahl der 450 interessantesten Karten mit dem Thema Lukull auf den Speisekarten der Welt.

### Weinetiketten
In vino veritas – Zeitgeist und Kunst auf den Weinetiketten der Welt war das Thema dieser bisher einmaligen Sammlung und Ausstellung, deren Ziel es ist, mit ca. 20.000 Exponaten einen großen Überblick über die Geschichte und Gestaltung der Weinetiketten aller Anbaugebiete der Erde zu geben.

## Besucher
Das Uhrenmuseum wurden von über einer Million Besucher besichtigt. Es befanden sich darunter Politiker wie Konrad Adenauer, viele Schauspieler und internationale Delegationen.